# Palazzo del Cinque a Trastevere

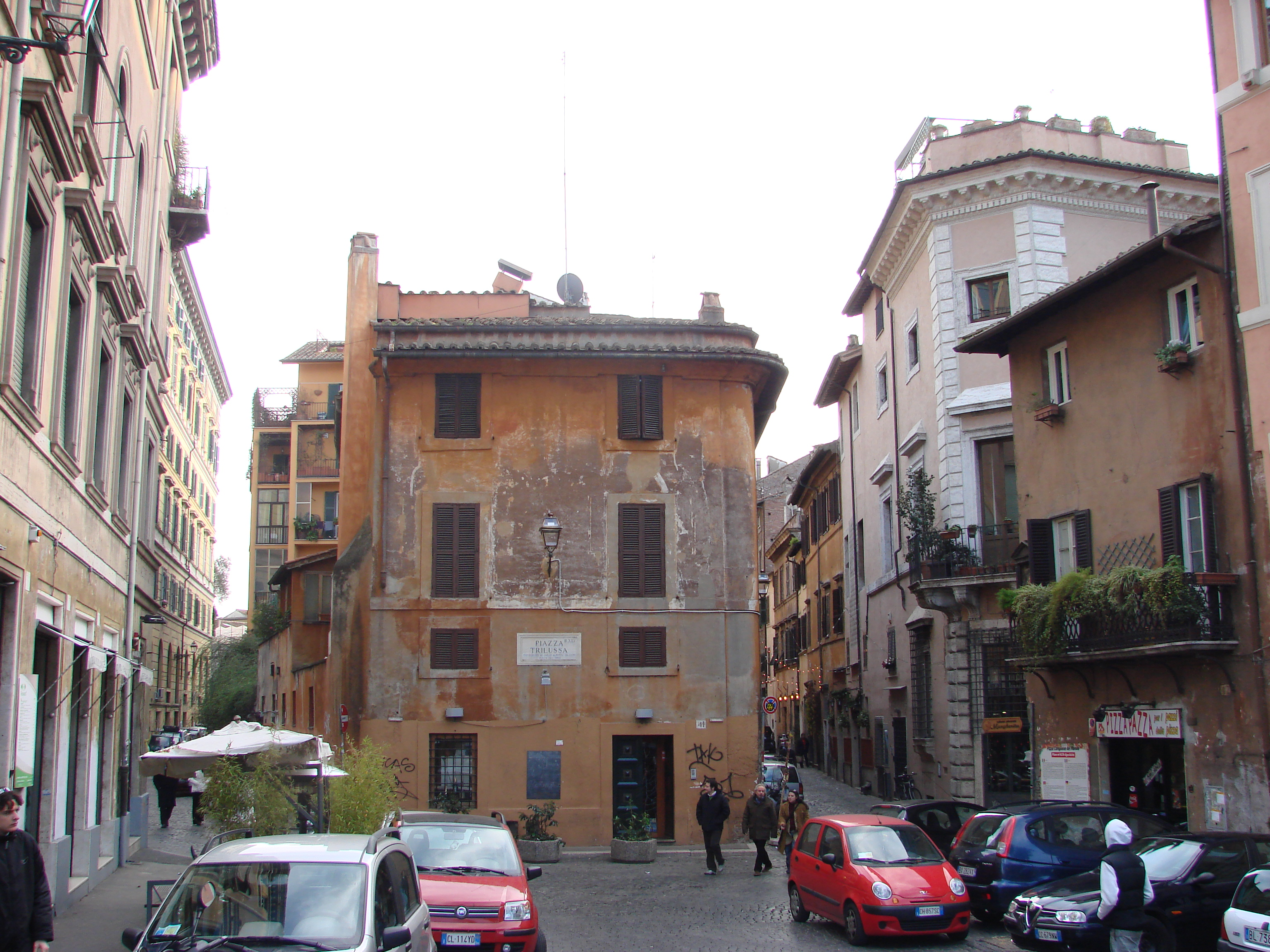
Nesta imagem da Piazza Trilussa, o Palazzo del Cinque é o que está mais à direita, com sua fachada canfrada na praça e a outra na Via del Moro visíveis. À esquerda a Via del Politeama.

Palazzo del Cinque a Trastevere é um palácio renascentista localizado no Vicolo del Cinque, no rione Trastevere de Roma. Ele é chamado assim para diferenciá-lo do Palazzo del Cinque a Montecitorio, no rione Colonna.

## História
O Vicolo del Cinque liga a Piazza Trilussa à Via della Scala e deve seu nome ao edifício que era propriedade da nobre família romana Del Cinque, mencionada pela primeira vez em 1416 já no Trastevere. Logo depois, muitos representantes da família foram conservadores e um certo Niccolò foi líder do Senado em 1552; mas foi com Gian Paolo Del Cinque, em 1759, que a família se inseriu no patriciado romano com o título de marquês. É desta época o novo Palazzo del Cinque a Montecitorio.

## Descrição
O edifício do século XVI se apresenta em dois pisos e conservou ao longo dos séculos sua característica renascentista original, apesar das inúmeras reformas. Na própria Via del Cinque está um belo portal rusticado e a fachada se apresenta com as janelas do térreo sustentadas por mísulas, as do piso nobre com arquitraves, as do segundo são quadradas com cornijas em travertino. Coroando o edifício está um beiral apoiado em mísulas decorado com óvolos e dentículos e encimado por um ático do século XIX.
No canto chanfrado na esquina com a Via del Moro, delimitado por faixas rusticadas, o palácio se abre num outro portão encimado por uma varanda assentada em mísulas. Nesta última via, entre duas janelas, ainda hoje está um santuário do século XVIII conhecido como "Madonna della Pietà" na forma de um pequeno templo sustentado por mísulas em formato de querubins e uma lamparina.